# 劉夫人 (張士誠)
刘氏（14世纪?—1367年），张士诚的妻子。至正二十六年（1367年）明军攻下苏州，刘氏自焚于齐云楼中。